# Die Enden der Welt
Die Enden der Welt ist eine Sammlung von 23 Reisebeschreibungen auf fünf Kontinenten von Roger Willemsen. In den seltensten Fällen handelt es sich um reine Reiseberichte, da fast immer persönliche Erlebnisse und seine Bekanntschaften mit anderen Menschen eine große Rolle spielen.

## Inhalt
Das Buch beginnt mit Besuchen in einem Krankenhaus für Kinder in der Eifel und stellt damit schon eine der vielen Arten von Enden in dieser Welt nach Willemsens Erfahrungen dar. Zum Teil findet er reale, geographische Enden wie das Kap der Guten Hoffnung, Patagonien und den Himalaja, zum Teil eher symbolische wie eine Straße auf Borneo, die einfach im Urwald endet. Oftmals endet etwas während der Reise, beispielsweise eine Beziehung oder eine Illusion. Manche dieser persönlichen Enden sind mehrdeutig oder schwer erkennbar, etwa ein Hotelbett in Minsk, das Amt im vom Krieg erschütterten Kongo und ein Fresko des Jüngsten Gerichts in Orvieto. Die psychischen Grenzen des Autors zeigen sich auf einem Bordellflur in Bombay oder im Opiumrausch bei einem Bergvolk in einem abgelegenen Gebiet Thailands. Auf der Reise zum Nordpol verbindet sich ein geographischer Endpunkt mit etwas anderem, dem Ende des Lebens einer Mitreisenden.

## Kapitel
- Die Eifel
- Gibraltar
- Der Himalaja
- Südafrika (»God’s Window«)
- Island
- Patagonien
- Timbuktu
- Kamtschatka
- Birma
- Borneo
- Italien (Fuciner See)
- Bombay
- Senegal
- Hongkong
- Afghanistan
- Tonga
- Indonesien
- Orvieto
- Kinshasa
- Minsk
- Thailand
- Madeira
- Nordpol

## Textausgaben
- Roger Willemsen: Die Enden der Welt (Hardcover). S. Fischer Verlag, Frankfurt am Main 2010, ISBN 978-3-10-092104-8.
- Roger Willemsen: Die Enden der Welt (Taschenbuch). S. Fischer Verlag, Frankfurt am Main 2011, ISBN 978-3-596-17988-6.